# Pianezze
Pianezze (Pianése in veneto, talvolta indicata come Pianezze San Lorenzo) è un comune italiano di 2 198 abitanti della provincia di Vicenza in Veneto.

## Geografia fisica
Il territorio comunale è situato nella fascia pedemontana meridionale dell'altopiano dei Sette Comuni e comprende un'area in parte collinare e in parte planiziale compresa tra il corso del torrente Astico e quello del fiume Brenta.
Il territorio collinare è soggetto al rischio di smottamento durante i forti temporali ed è caratterizzato dalle coltivazioni di ciliegi, ulivi e viti. Degni di nota i vari "sentieri delle ciliegie" che si snodano tra le colline e i boschi.

## Storia
Pianezze è citata per la prima volta nel 1025 (Planicia), toponimo che allude al pianoro circondato dalle colline in cui sorge il centro abitato. I primi insediamenti umani sono comunque più antichi: durante il recente restauro della chiesa dei Santi Filippo e Giacomo, di origine longobarda o franca, sono emersi reperti del periodo protostorico.
Nel 1262 è citata - come Pianezza - nel Regestum possessionum comunis Vincencie, in cui si elencavano i beni incamerati dal Comune di Vicenza dopo la morte di Ezzelino III da Romano. Nello scritto è ricordata come uno dei cinque colmelli del comune di Marostica (gli altri erano Marostica stessa, Molvena, Roveredo e Marsan), ad indicare che, all'epoca, Pianezze non era altro che una delle borgate che costituivano la città. Ad essa e al suo Vicariato civile rimase legata anche sotto la dominazione viscontea e veneziana, sino alla caduta della Serenissima. Durante la successiva dominazione francese, divenne comune autonomo.
I documenti del periodo medievale nominano più volte le chiese del posto (S. Lorenzo, S. Nicolò, S. Giacomo), ma non fanno alcun cenno all'esistenza di castelli o di altre fortificazioni.

### Simboli
Lo stemma e il gonfalone sono stati concessi con decreto del presidente della Repubblica del 28 luglio 1950.
Lo stemma è partito: nella prima sezione si raffigura, in campo di cielo, un trimastio (costruzione formata da tre torri affiancate) di rosso, merlato alla guelfa e fondato su una roccia; nella seconda, d'argento, un ciliegio fruttato nodrito sulla cima centrale di un monte all'italiana di tre cime, unite, di verde.
Il gonfalone è un drappo di azzurro.

## Società

### Evoluzione demografica
Abitanti censiti

## Cultura

### Eventi
- Sagra della ciliegia "Sandra"
- Festa di san Lorenzo

## Economia
Caratteristica è la produzione della ciliegia "Sandra", una varietà locale a maturazione precoce; la tradizionale "Sagra della ciliegia Sandra" si tiene nel terzo week end di maggio, in anticipo rispetto alle sagre della ciliegia tradizionale che si tengono nelle due settimane successive, la Sagra delle Ciliegie di Marostica e la Mostra-mercato delle ciliegie di Mason Vicentino.
La ciliegia di Marostica ha ottenuto il marchio IGP (Indicazione geografica protetta) dopo la pubblicazione del Disciplinare di produzione sulla Gazzetta Ufficiale nel 2000 e in quella della Comunità Europea nel 2001.